# Nyong-et-Mfoumou
Nyong-et-Mfoumou ist ein Département der Region Centre in Kamerun.
Auf einer Fläche von 6172 km² leben nach der Volkszählung 2001 130.321 Einwohner. Die Hauptstadt ist Akonolinga.

## Arrondissements (Communes)
- Akonolinga
- Ayos
- Endom
- Kobdombo
- Mengang